# موريس بلوك
موريس بلوك (بالفرنسية: Maurice Block )‏ (و. 1816 – 1901 م) هو اقتصادي، وعالم إحصاء فرنسي، ولد في برلين، وكان عضوًا في أكاديمية العلوم الأخلاقية والسياسية الفرنسية، توفي في باريس، عن عمر يناهز 85 عاماً.